# Sounkalo Bagayoko
Sounkalo Bagayoko est un boxeur malien né le 15 juin 1941 à Keleya et mort le 10 mai 2012 à Sounkol 
Mlol
Dse
Ds
Ee

## Carrière
Sounkalo Bagayoko est médaillé d'argent dans la catégorie des poids mi-lourds aux championnats d'Afrique de Lagos en 1966.
Aux Jeux olympiques d'été de 1968 à Mexico, il est éliminé au premier tour dans la catégorie des poids mi-lourds par l'Autrichien Kurt Baumgartner.
Il passe professionnel en 1970. Il est sacré champion d'Afrique des poids-mi-lourds ABU en battant le 18 septembre 1974 le Congolais Billy Suze à Lubumbashi. Il conserve son titre le 20 décembre 1975 en battant le Congolais Shako Mamba puis le 29 janvier 1977 à Bamako contre le Ghanéen  Victor Attivor, le 30 décembre 1978 contre le Camerounais Louis Pergaud à Bamako, et le 30 mars 1979 contre le Nigérian Abraham Tonica à Lagos. Il perd son titre le 30 septembre 1979 à Lusaka contre le Zambien Lottie Mwale (en).